# Eternals (film)
Eternals – amerykański film akcji na podstawie serii komiksów o rasie o tej samej nazwie wydawnictwa Marvel Comics. Za reżyserię odpowiadała Chloé Zhao na podstawie scenariusza, który napisała razem z Patrickiem Burleighiem, Ryanem Firpo i Kazem Firpo. W głównych rolach wystąpili: Gemma Chan, Richard Madden, Kumail Nanjiani, Lia McHugh, Brian Tyree Henry, Lauren Ridloff, Barry Keoghan, Don Lee, Harish Patel, Bill Skarsgård, Kit Harington, Salma Hayek i Angelina Jolie.
Film opowiada historię nieśmiertelnej rasy, Eternals, która została stworzona przez Celestiali i wysłana na Ziemię, aby chronić ludzi przed inną rasą, Dewiantami.
Eternals wchodzi w skład IV Fazy Filmowego Uniwersum Marvela, jest to dwudziesty szósty film należącym do tej franczyzy i stanowi część jej drugiego rozdziału zatytułowanego The Multiverse Saga. Światowa premiera Eternals miała miejsce 18 października 2021 roku w Los Angeles. W Polsce film zadebiutował 5 listopada 2021 roku. Eternals przy budżecie szacowanym na 200 milionów dolarów zarobił ponad 400 milionów i otrzymał mieszane oceny od krytyków.

## Streszczenie fabuły
5000 lat p.n.e. dziesięcioro Eternals, rasy podobnej do ludzi i wyposażonych w supermoce, zostało wysłanych z rodzinnej planety Olimpia na Ziemię przez Arishema, jednego z Celestiali, aby walczyć z rasą Dewiantów. Eternals przez tysiąclecia chronili ludzkość przed Dewiantami, nie mogąc ingerować w ich rozwój. Po śmierci ostatnich Dewiantów pod koniec XV wieku, grupa zadecydowała się rozejść ze względu na różne opinie dotyczące ingerencji w rozwój ludzkości. Kolejne ponad 500 lat spędzili osobno, czekając aż Arishem pozwoli im wrócić na Olimpię.
Współcześnie, po przywróceniu połowy populacji wymazanej przez Thanosa, Sersi i Sprite mieszkały razem w Londynie. Sersi, po rozstaniu przed wieloma laty ze swoim parterem, Ikarisem, zaczęła się spotykać z Dane’em Whitmanem, który pracuje w Muzeum Historii Naturalnej. Pewnego wieczora cała trójka została zaatakowana przez Dewianta o imieniu Kro. Na miejscu pojawił się Ikaris, który pomógł im w walce z nim. Po tym zajściu Sersi, Sprite i Ikaris postanowili się zjednoczyć z pozostałymi Eternals. Po dotarciu do Ajak odkryli, że została ona zabita przez jednego z Dewiantów. Ajak była przywódczynią grupy, która jako jedyna mogła komunikować się z Arishemem. Pośmiertnie przekazała tą zdolność Sersi, która dowiedziała się, że ich główną misją wcale nie była ochrona ludzi przed Dewiantami, ale przygotowanie Ziemi na „Narodziny”. Arishem wyjaśnił Sersi, że od milionów lat Celestiale zasadzają swoje nasiona na zamieszkałych planetach, aby mógł się narodzić kolejny z nich. Ze względu na to, że do narodzin potrzebna jest energia milionów istnień, Celestiale wysłali Dewiantów, których również stworzyli, na planety, aby zniszczyły największe drapieżniki żyjące na planecie, zapewniając rozwój cywilizacji. Jednak Dewianci ewoluowali, stając się przy tym największymi drapieżnikami, dlatego to Eternals zostali stworzeni i wysłani do walki z nimi. Według wyjaśnień Arishema, Ziemia osiągnęła wystarczającą populację, aby mógł powstać nowy Celestial, Tiamut, co spowoduje zagładę planety. Większość z Eternals pokochała ludzi przez tysiąclecia i postanowili nie słuchać rozkazów Arishema i powstrzymać „Narodziny”.
Po odnalezieniu Druiga zostali zaatakowani przez grupę Dewiantów, Kro zabił Gilgamesza i wchłonął jego moce. Fajstos postanawia wykorzystać moc kontrolowania umysłów Druiga i uśpić Tiamuta poprzez połączenie pomiędzy wszystkimi Eternals za pomocą swojego wynalazku, Uniumysłu. Jednak nie wszystkim ten plan się spodobał. Kingo postanawia opuścić grupę, a Ikaris okazuje się być zdrajcą. Wyjawia, że wieki temu Ajak wyjawiła mu prawdziwy ich cel i że to on postanowił ją wyeliminować, kiedy Ajak również opowiedziała się przeciwko zniszczeniu Ziemi i zagładzie ludzkości. Sprite, która od dawna się podkochiwała w Ikarisie, postanowiła przyłączyć się do niego. Kiedy Makkari odnajduje miejsce „Narodzin” u podnóży aktywnego wulkanu, dochodzi do walki pomiędzy Ikarisem i Sprite, a pozostałymi Eternals. Na miejscu pojawia się również Kro, który pragnie zniszczyć Eternals. Makkari i Fajstosowi udało się obezwładnić Ikarisa, Druig powalił Sprite, a Tena zabiła w walce Kro. Fajstos uruchomił „Uniumysł”, do którego niespodziewanie przyłączył się Ikaris. Ponieważ Druig okazał się zbyt słaby, aby stawić czoła Tiamutowi, Sersi podjęła się wykonania zadania i zamieniła Tiamuta w lód. Ikaris, dręczony poczuciem winy odleciał w kierunku Słońca, a Sprite otrzymała zdolność starzenia się tak, jak ludzie.
Drużyna ponownie rozstała się. Tena, Druig i Makkari polecieli w kosmos na swoim statku kosmicznym Domo, aby znaleźć innych Eternals i przekonać ich do ochrony innych planet i cywilizacji. Natomiast Sersi, Fajstos, Kingo i Sprite pozostali na Ziemi, do czasu, kiedy Arishem nie teleportował Sersi, Fajstosa i Kingo do siebie, aby dowiedzieć się, czemu nie wykonali jego rozkazów.
W scenie pomiędzy napisami, Tena, Makkari i Druign odwiedził na statku Eros i jego pomocnik Pip, którzy zaproponowali im pomoc. Natomiast w scenie po napisach, Whitman otwiera starą skrzynię odziedziczoną po swoich przodkach, zawierającą legendarny miecz, a w pokoju usłyszał głos pytający, czy jest na to gotowy.

## Obsada
| Polski dubbing |
| - Martyna Kowalik jako Sersi - Piotr Bajtlik jako Ikaris - Jakub Szydłowski jako Kingo - Maria Kłusek jako Sprite - Michał Sitarski jako Fajstos - Wojciech Melzer jako Druig - Mariusz Jakus jako Gilgamesz - Kajetan Wolniewicz jako Karun - Piotr Żurawski jako Kro - Piotr Stramowski jako Dane Whitman - Joanna Trzepiecińska jako Ajak - Agnieszka Grochowska jako Tena |

- Gemma Chan jako Sersi, Eternalka, która potrafi manipulować materią i darzy sympatią rodzaj ludzki[7][8].
- Richard Madden jako Ikaris, Eternal, który potrafi emitować promienie kosmicznej energii ze swoich oczu, posiada nadludzką siłę i lata[9][8].
- Kumail Nanjiani jako Kingo, Eternal, który potrafi emitować ze swoich rąk pociski z energii kosmicznej, który został gwiazdą Bollywood[9][8].
- Lia McHugh jako Sprite, wyglądająca na 12 lat Eternalka, która potrafi tworzyć realistyczne iluzje[9][8].
- Brian Tyree Henry jako Fajstos, Eternal będący wynalazcą, który pomaga z ukrycia ludzkości. Ma męża Bena i syna Jacka[9][8].
- Lauren Ridloff jako Makkari, Eternalka, która jest nadludzko szybka i niesłysząca[9][8].
- Barry Keoghan jako Druig, Eternal, który potrafi kontrolować umysły ludzi za pomocą energii kosmicznej[7][8].
- Don Lee jako Gilgamesz, Eternal, który posiada nadludzką siłę. Opiekuje się Teną[9][8].
- Harish Patel jako Karun Patel, menadżer Kingo[10].
- Bill Skarsgård jako Kro, Dewiant, który nauczył się wchłaniać zdolności Eternals[11].
- Kit Harington jako Dane Whitman, chłopak Sersi, który pracuje w Muzeum Historii Naturalnej[7].
- Salma Hayek jako Ajak, przywódczyni Eternals, która potrafi uzdrawiać i komunikować się z Celestialami[9][8].
- Angelina Jolie jako Tena, wojowniczka należąca do rasy Eternals, która potrafi wykonać dowolną broń z kosmicznej energii[9][8].

W filmie ponadto wystąpili: David Kaye jako głos Arishema, Celestiala, który wysłał Eternals na Ziemię; Haaz Sleiman i Esai Daniel Cross jako Ben i Jack, mąż i syn Phatosa oraz Zain Al Rafeea jako chłopak z Mezopotamii.
W rolach cameo, w scenach po napisach, pojawili się: Harry Styles jako Eros / Starfox, brat Thanosa, Patton Oswalt jako głos Pipa, jego asystenta oraz Mahershala Ali jako głos Erica Brooksa / Blade’a.

## Produkcja

### Rozwój projektu

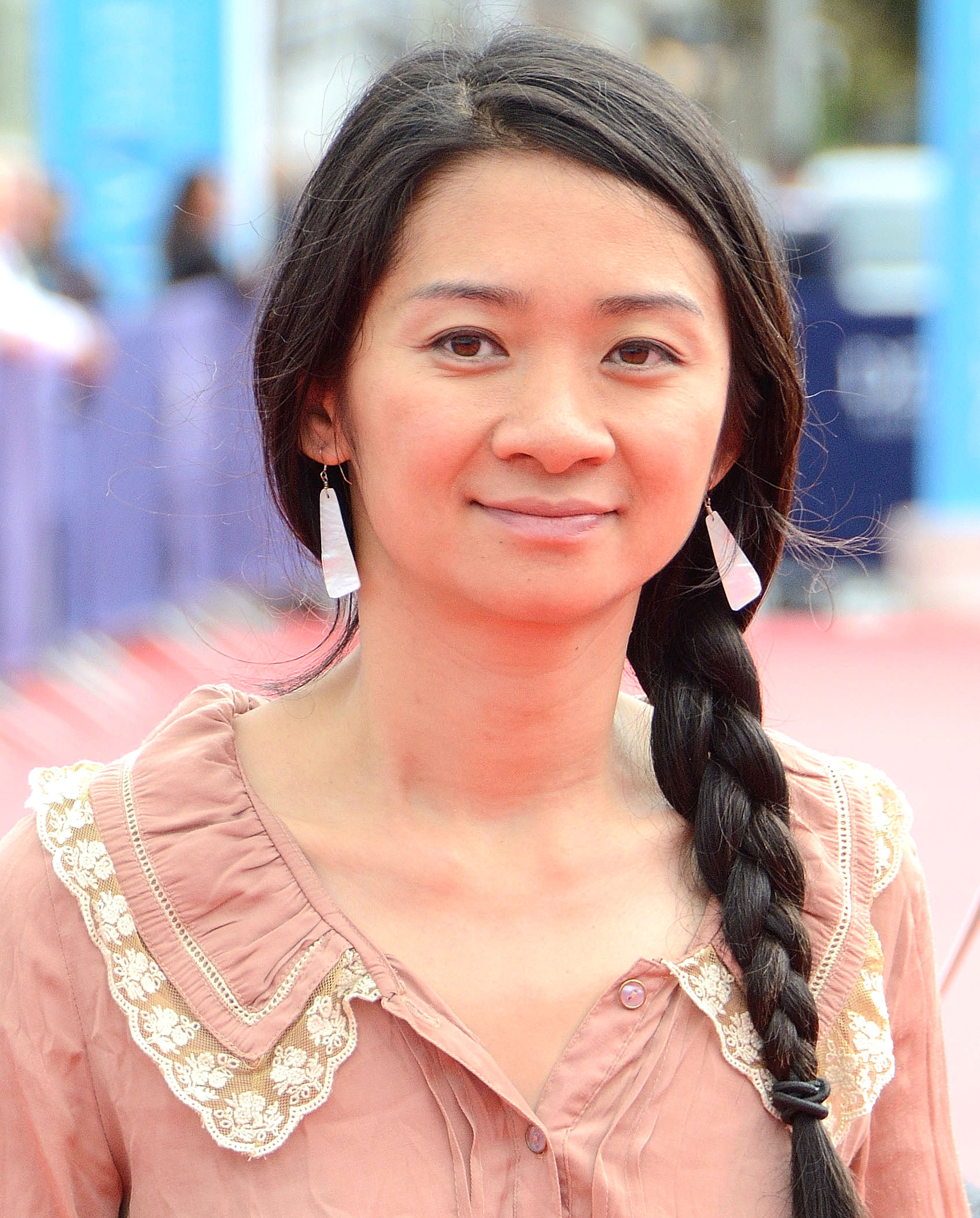
Chloé Zhao, reżyser filmu

W kwietniu 2018 roku prezes Marvel Studios, Kevin Feige poinformował, że rozpoczęto przygotowania do produkcji filmu na podstawie komiksów o Eternals. Miesiąc później Matthew i Ryan Firpo zostali zatrudnieni do napisania scenariusza. We wrześniu tego samego roku powierzyło Chloé Zhao reżyserię filmu. W lipcu 2019 roku podczas San Diego Comic-Conu studio oficjalnie zapowiedziało film z premierą 6 listopada 2020 roku. W kwietniu zadecydowano o przesunięciu premiery filmu wskutek pandemii COVID-19 na 12 lutego 2021 roku. We wrześniu zadecydowano o kolejnym opóźnieniu premiery filmu na 5 listopada 2021. W maju 2021 roku ujawniono, że scenariusz ostatecznie napisała Zhao razem z Patrickiem Burleighiem. W lipcu 2022 roku wyjawiono, że film będzie wchodził w skład The Multiverse Saga.

### Casting
W marcu 2019 roku do obsady dołączyła Angelina Jolie. Początkowo doniesienia mówiły, że zagra ona Sersi. Miesiąc później dołączyli do Jolie Kumail Nanjiani i Don Lee. W maju tego samego roku Richard Madden rozpoczął negocjacje dotyczące roli Ikarisa, a miesiąc później Salma Hayek zaczęła rozmowy ze studiem na temat udziału w produkcji.
W lipcu 2019 roku podczas San Diego Comic-Conu potwierdzono udział Jolie jako Teny (oryg. Thena), Nanjianiego jako Kingo, Lee jako Gilgamesza (oryg. Gilgamesh), Maddena jako Ikarisa i Hayek jako Ajak oraz ujawniono, że dołączyli do nich również Lauren Ridloff jako Makkari, Brian Tyree Henry jako Fajstos (oryg. Phastos) i Lia McHugh jako Sprite. Miesiąc później poinformowano, że Gemma Chan, która zagrała Minn-Ervę w Kapitan Marvel i Barry Keoghan rozpoczęli rozmowy w sprawie udziału w filmie. W tym samym miesiącu, podczas konwentu D23 Expo, ujawniono, że w filmie wystąpią Chan jako Sersi i Keoghan jako Druig oraz do obsady dołączył Kit Harington jako Dane Whitman.

### Zdjęcia i postprodukcja
Zdjęcia do filmu rozpoczęły się pod koniec lipca 2019 roku w Pinewood Studios w Wielkiej Brytanii po roboczym tytułem Sack Lunch. Na początku listopada zrealizowano zdjęcia na Wyspach Kanaryjskich, jednak aktorzy i ekipa produkcyjna musieli być ewakuowani z wyspy Fuerteventura z powodu ładunku wybuchowego, który prawdopodobnie był pozostałością po nazistowskiej bazie. Na początku stycznia prace realizowano w Oxford University Museum of Natural History w Oksfordzie oraz w parku Hampstead Heath i dzielnicy Camden Town w Londynie. Prace na planie zakończyły się 4 lutego. Za zdjęcia odpowiadał Ben Davis. Scenografię przygotowała Eve Stewart, a kostiumy zaprojektowała Sammy Sheldon Differ.
Za montaż odpowiadali Craig Wood i Dylan Tichenor. Efekty specjalne przygotowały studia produkcyjne: Industrial Light & Magic, Luma Pictures, Scanline VFX, Rise FX i Weta Digital, a odpowiadał za nie Stephane Ceretti.

## Muzyka
W listopadzie ujawniono, że Ramin Djawadi skomponuje muzykę do filmu. 22 października 2021 roku „Across the Oceans of Time” i „Eternals Theme” zostały wydane jako single. Album z muzyką Djawadiego, Eternals: Original Motion Picture Soundtrack, został wydany 3 listopada przez Hollywood Records.
W filmie ponadto wykorzystano utwory: „Time” (Pink Floyd), „Sugarfoot” (Black Joe Lewis & the Honeybears), „Stay In The Groove Pt. 1” (The Dap-Kings i Rickey Calloway), „Losing You” (Brenda Lee), „Friends” (BTS), „Lend Me Your Comb” (Carl Perkins), „Mama Tried” (Merle Haggard), „Juice” (Lizzo), „Feels Like the First Time” (Foreigner), „The End of the World” (Skeeter Davis) oraz motyw „Affettuoso” z V Koncertu brandenburskiego D-dur Johanna Sebastiana Bacha.
| Eternals: Original Motion Picture Soundtrack – 2021 | Eternals: Original Motion Picture Soundtrack – 2021 | Eternals: Original Motion Picture Soundtrack – 2021 | Eternals: Original Motion Picture Soundtrack – 2021 | Eternals: Original Motion Picture Soundtrack – 2021 |
| Nr                                                  | Tytuł utworu                                        | Autor                                               | Wykonawca                                           | Długość                                             |
| --------------------------------------------------- | --------------------------------------------------- | --------------------------------------------------- | --------------------------------------------------- | --------------------------------------------------- |
| 1.                                                  | „Eternals Theme”                                    | R. Djawadi                                          |                                                     | 3:47                                                |
| 2.                                                  | „It is Time”                                        | R. Djawadi                                          |                                                     | 2:17                                                |
| 3.                                                  | „Mission”                                           | R. Djawadi                                          |                                                     | 4:30                                                |
| 4.                                                  | „Somewhere in Time”                                 | R. Djawadi                                          |                                                     | 1:39                                                |
| 5.                                                  | „The Domo”                                          | R. Djawadi                                          |                                                     | 1:57                                                |
| 6.                                                  | „Joie De Vivre”                                     | R. Djawadi                                          |                                                     | 2:13                                                |
| 7.                                                  | „Celestials”                                        | R. Djawadi                                          |                                                     | 6:46                                                |
| 8.                                                  | „Life”                                              | R. Djawadi                                          |                                                     | 5:22                                                |
| 9.                                                  | „Not Worth Saving”                                  | R. Djawadi                                          |                                                     | 2:49                                                |
| 10.                                                 | „Remember”                                          | R. Djawadi                                          |                                                     | 5:32                                                |
| 11.                                                 | „Across the Oceans of Time”                         | R. Djawadi                                          |                                                     | 3:50                                                |
| 12.                                                 | „This Is Your Fight Now”                            | R. Djawadi                                          |                                                     | 2:46                                                |
| 13.                                                 | „Audience with Arishem”                             | R. Djawadi                                          |                                                     | 5:33                                                |
| 14.                                                 | „Isn’t It Beautiful”                                | R. Djawadi                                          |                                                     | 2:38                                                |
| 15.                                                 | „I Have Been Waiting for This”                      | R. Djawadi                                          |                                                     | 3:23                                                |
| 16.                                                 | „Emergence Sea”                                     | R. Djawadi                                          |                                                     | 2:22                                                |
| 17.                                                 | „Eternal Loss”                                      | R. Djawadi                                          |                                                     | 3:24                                                |
| 18.                                                 | „A Wish”                                            | R. Djawadi                                          |                                                     | 2:41                                                |
| 19.                                                 | „Earth is Just One Planet”                          | R. Djawadi                                          |                                                     | 1:39                                                |
| 20.                                                 | „Nach Mera Hero”                                    | R. Djawadi                                          | Celina Sharma                                       | 3:09                                                |
|                                                     |                                                     |                                                     |                                                     | 1:08:17                                             |

## Promocja

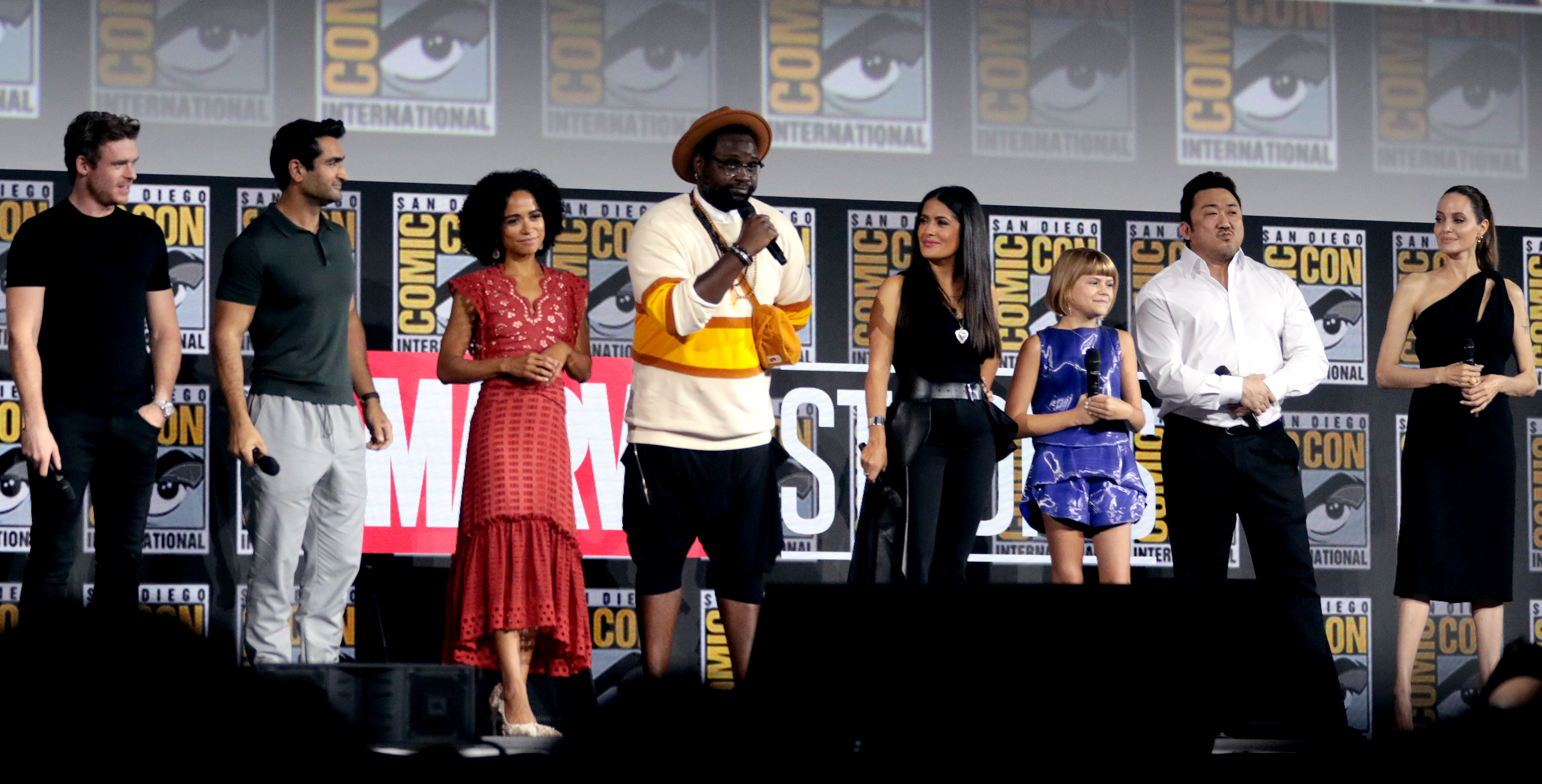
Obsada filmu podczas San Diego Comic-Conu 2019

W lipcu 2019 roku Chloé Zhao, Angelina Jolie, Richard Madden, Kumail Nanjiani, Salma Hayek, Brian Tyree Henry, Lia McHugh, Lauren Ridloff i Don Lee pojawili się na panelu Marvel Studios na San Diego Comic-Conie. Miesiąc później obsada filmu pojawiła się również podczas D23 Expo. 3 maja 2021 roku został udostępniony trzyminutowy spot „Marvel Studios Celebrates The Movies”, gdzie pokazano pierwsze fragmenty Eternals, natomiast 24 maja zaprezentowano pierwszy zwiastun filmu, który został obejrzany 77 milionów razy w ciągu pierwszych 24 godzin.

## Wydanie
Światowa premiera Eternals miała miejsce 18 października 2021 roku w Los Angeles. W wydarzeniu tym uczestniczyła obsada i ekipa produkcyjna filmu oraz zaproszeni goście. Premierze tej towarzyszył czerwony dywan oraz szereg konferencji prasowych. 24 października film został zaprezentowany podczas Międzynarodowego Festiwalu Filmowego w Rzymie.
Dla szerszej publiczności film zadebiutował 3 listopada w Niemczech, Szwecji, Francji i we Włoszech. 5 listopada pojawił się w Stanach Zjednoczonych, Kanadzie, Wielkiej Brytanii i Polsce.
Początkowo amerykańska premiera została zapowiedziana na 6 listopada 2020 roku, jednak studio wskutek pandemii COVID-19 zostało zmuszone do zmian w kalendarzu premier swoich produkcji, początkowo przesunięto ją na 12 lutego 2021 roku, a później na 5 listopada.
W maju 2021 roku pojawiły się doniesienia, że Eternals będzie jednym z filmów Filmowego Uniwersum Marvela, który nie zostanie pokazany publiczności w Chinach ze względu na wypowiedź Chloé Zhao z 2013 roku, że Chiny to „miejsce, w którym wszędzie są kłamstwa”. We wrześniu tego samego roku, po tym, jak Shang-Chi i legenda dziesięciu pierścieni nie zadebiutował na rynku Chińskim, po również krytycznych wypowiedziach na temat władz tego kraju przez Simu Liu z 2017 roku, „Deadline Hollywood” uznało, że pokazanie filmu na rynku chińskim jest mało prawdopodobne.
Film nie został wydany w Arabii Saudyjskiej, Bahrajnie i Omanie ze względu na sceny przedstawiających parę gejów oraz w Kuwejcie i Katarze za bluźniercze pokazanie bogów lub proroków. Natomiast w Zjednoczonych Emiratach Arabskich, Jordanii, Libanie i Egipcie film został wydany z pominięciem wszystkich scen miłosnych. W Rosji film otrzymał kategorię wiekową od 18 roku życia ze względu na sceny przedstawiające parę gejów.

## Odbiór

### Box office
Eternals, przy budżecie szacowanym na 200 milionów dolarów, zarobił w weekend otwarcia ponad 161 milionów dolarów, z czego 71 milionów pochodzi z kin w Stanach Zjednoczonych i Kanadzie. W sumie film zarobił na świecie ponad 400 milionów dolarów, z czego prawie 165 milionów w Stanach Zjednoczonych i Kanadzie oraz ponad 2,1 miliona w Polsce.

### Krytyka w mediach
Film spotkał się z mieszaną reakcją krytyków. W serwisie Rotten Tomatoes 47% z 378 recenzji uznano za pozytywne, a średnia ocen wystawionych na ich podstawie wyniosła 5,6/10. Na portalu Metacritic średnia ważona ocen z 62 recenzji wyniosła 52 punkty na 100. Natomiast według serwisu CinemaScore, zajmującego się mierzeniem atrakcyjności filmów w Stanach Zjednoczonych, publiczność przyznała mu ocenę B w skali od F do A+.
John Nugent z „Empire Magazine” napisał, że „Wejście reżyserki Chloé Zhao do świata superbohaterów jest pewne, ambitne i opowiedziane na oszałamiająco kosmiczną skalę – ale mimo to nie udaje się uciec od stereotypowych opowieści o superbohaterach”. Charlotte O’Sullivan z „Evening Standard” oceniła film na cztery z pięciu gwiazdek, stwierdzając, że jest on „obfity”, „ambitny” i „zróżnicowany”. Pochwaliła sekwencje walki jako „zdumiewające, w pięknym tempie i wypełnione szczegółami”, a całą obsada określiła jako „wspaniałą”. Owen Gleiberman z „Variety” był rozczarowany brakiem stylu filmowego typowego dla Zhao, który ukształtował jej filmy Jeździec (2017) i Nomadland (2020), „przyjmując prostolinijną konwencję filmów Marvela”, ale uznał, że film był „uczciwie zabawny i satysfakcjonujący do oglądania”, pomimo długiego czasu trwania i „bardzo standardowego” filmu o superbohaterach. Stwierdził, że Eternals to „zwycięski prototyp bardziej dynamicznie inkluzywnego świata superbohaterów”. Brian Truitt z „USA Today” przyznał ocenę 2,5/4 gwiazdki i uznał, że „Eternals wygląda jak żaden wcześniejszy film Marvela” ze względu na wykorzystanie „zamiłowania Zhao do naturalnych środowisk”, ale stwierdził, że narracja „zmaga się wieloma podwątkami i próbami opowiedzenia zbyt wiele w ciągu dwóch godzin i 37 minut”. Mark Kennedy z Associated Press ocenił film podobnie i skrtykował film za dialogi oraz sceny walki; jednak pochwalił go za efekty specjalne oraz grę Kumaila Nanjianiego uznając, że bez niego film miałby „wielu superbohaterów stojących w fajnych i migoczących kostiumach”. Steve Rose z „The Guardian” przyznał 2 na 5 gwiazdek i napisał, że film „nie jest do końca nudny – zawsze jest coś nowego do zobaczenia – ale nie jest on szczególnie ekscytujący i brakuje mu przewiewnego dowcipu najlepszych filmów Marvela”. K.Austin Collins z „Rolling Stone” stwierdził, że film „dobrze opowiada nam, gdzie mamy patrzeć, sprawiał wrażenie precyzyjnego poczucia wielkości”, ale dodał, że brakowało mu „wiarygodnego wyczucia tego, co naprawdę warto zobaczyć”. Justin Chang z „Los Angeles Times” porównał ten film do Drzewa życia (2011) i The Old Guard (2020), czując „przygnębienie uświadomiając sobie, że właśnie obejrzałeś jeden z ciekawszych filmów, jakie Marvel kiedykolwiek zrobi, i miejmy nadzieję najmniej interesujący, jaki Chloé Zhao kiedykolwiek zrobi”.
Norbert Zaskórski z NaEkranie.pl polecił film i napisał, że „Eternals to bardzo dobre wprowadzenie do MCU nowej drużyny superbohaterów. Świetne postacie, relacje między nimi oraz sfera wizualna to najmocniejsze punkty produkcji Chloé Zhao”. Jakub Popielecki z portalu Filmweb stwierdził, że Zhao „nakręciła niezwykle rozrywkowy film, który przy okazji w bardzo przystępny sposób mówi o bardzo skomplikowanych sprawach. Skomponowała świetną, eksperymentalną obsadę, w której każdy znajdzie swoich faworytów [...]. No i z bezpłciowej magmy marvelowskiego "house style" wycisnęła coś absolutnie swojego i osobnego. Jak dla mnie: jeden z najlepszych filmów Marvela”. Gabriela Keklak z tygodnika „Wprost” napisała, że „Nikt nie powinien nudzić się na Eternals, ale też nikt nie powinien zachwycać się Eternals. Film trzyma w napięciu, ma kilka ciekawych zwrotów akcji, piękne zdjęcia i różni się od dotychczasowych produkcji Marvela. Czegoś w nim jednak brakuje i to w aspekcie, który z perspektywy nowych bohaterów i wprowadzania ich do ubóstwianego przez miliony fanów uniwersum, jest dość istotny”. Wojtek Smoła z IGN Polska ocenił, że „Eternals to film, który stara się zadowolić wszystkich widzów, jednocześnie nie zadowalając nikogo. To nijakie widowisko, którego twórcy pociągają za zbyt wiele sznurków, nie skupiając się wystarczająco na żadnym konkretnym aspekcie. Nawet kilka widowiskowych scen akcji i gwiazdorska obsada nie sprawiły, że było to zachwycające widowisko”. Łukasz Kołakowski z Movies Room stwierdził, że film „to zakrojone na szeroką, międzygalaktyczną skalę widowisko, które w gruncie rzeczy jest małą historią o tarciach rodzinnych. I o konsekwencjach, do których tarcia te mogą prowadzić”.

### Nominacje
| Rok  | Ceremonia                                 | Kategoria                                                | Nominowani                                                   | Rezultat  | Przypis |
| ---- | ----------------------------------------- | -------------------------------------------------------- | ------------------------------------------------------------ | --------- | ------- |
| 2021 | Las Vegas Film Critics Society Awards     | Najlepsza młoda aktorka w filmie                         | Lia McHugh                                                   | Nominacja | [ 77 ]  |
| 2021 | Portland Critics Association Awards       | Najlepszy film fantastycznonaukowy                       | Eternals                                                     | Nominacja | [ 78 ]  |
| 2021 | Portland Critics Association Awards       | Najlepsze efekty specjalne                               | Eternals                                                     | Nominacja | [ 78 ]  |
| 2022 | Hollywood Critics Association Film Awards | Najlepsze efekty specjalne                               | Eternals                                                     | Nominacja | [ 79 ]  |
| 2022 | Gold Derby Film Awards                    | Najlepsze efekty specjalne                               | Stephane Ceretti, Matt Aitken, Daniele Bigi, Neil Corbould   | Nominacja | [ 80 ]  |
| 2022 | VES Awards                                | Najlepsze efekty specjalne w fotorealistycznym projekcie | Neil Corbould, Keith Corbould, Ray Ferguson, Chris Motjuoadi | Nominacja | [ 81 ]  |
| 2022 | Satellite Awards                          | Najlepsze efekty specjalne                               | Stephane Ceretti, Matt Aitken, Daniele Bigi, Neil Corbould   | Nominacja | [ 82 ]  |
| 2022 | Critics Choice Super Awards               | Najlepszy film superbohaterski                           | Eternals                                                     | Nominacja | [ 83 ]  |
| 2022 | GLAAD Media Awards                        | Najlepszy film szeroko rozpowszechniony                  | Eternals                                                     | Nominacja | [ 84 ]  |
| 2022 | Kids’ Choice Awards                       | Ulubiona aktorka filmowa                                 | Angelina Jolie                                               | Nominacja | [ 85 ]  |
| 2022 | Saturn Awards                             | Najlepsze kostiumy                                       | Sammy Sheldon Differ                                         | Nominacja | [ 86 ]  |